# Scombroidei
Sous-ordre
Les Scombroidei sont un sous-ordre de poissons de l'ordre des Scombriformes. 

## Liste des familles
Selon World Register of Marine Species (28 février 2020) :
- famille Gempylidae Gill, 1862 - escoliers
- famille Scombridae Rafinesque, 1815 - maquereaux, thazards, barracudas et thons
- famille Trichiuridae Rafinesque, 1810 -- sabres

Selon ITIS (28 février 2020) :
- Gempylidae
- Scombridae
- Scombrolabracidae
- Trichiuridae

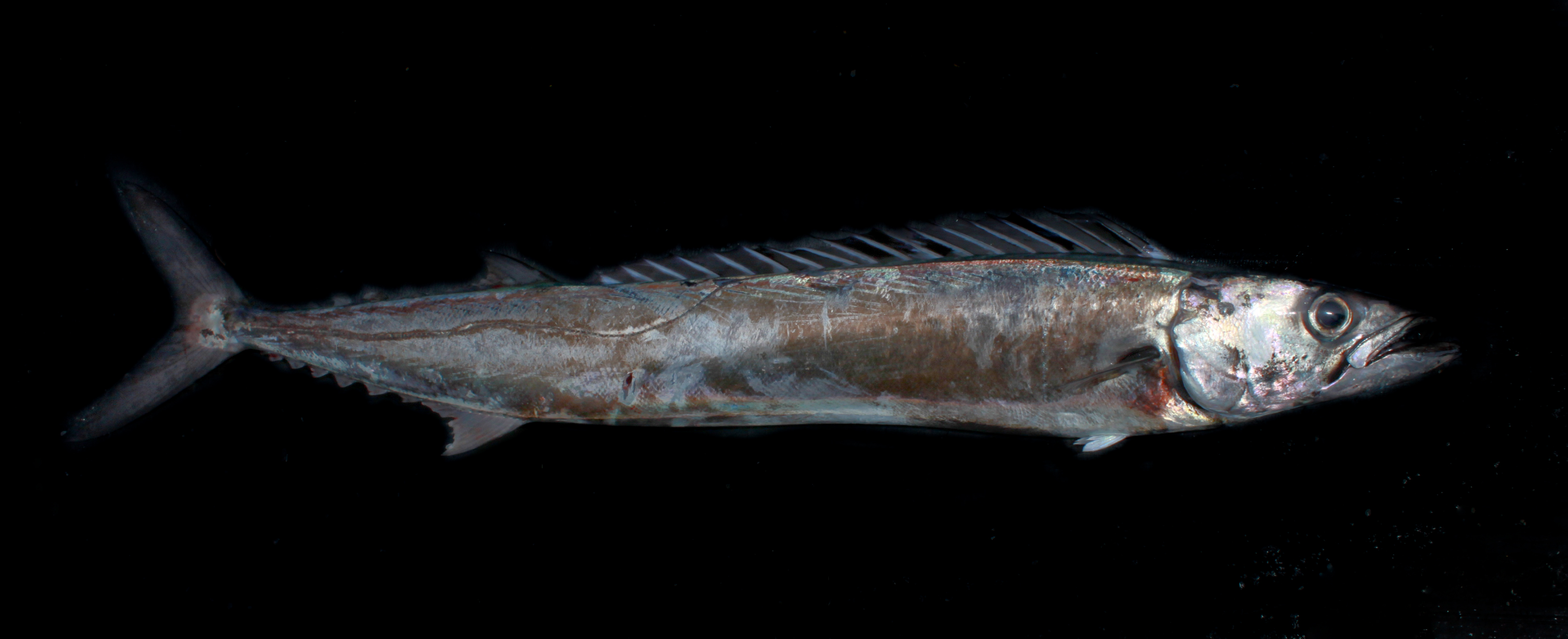
Thyrsites atun (Gempylidae)
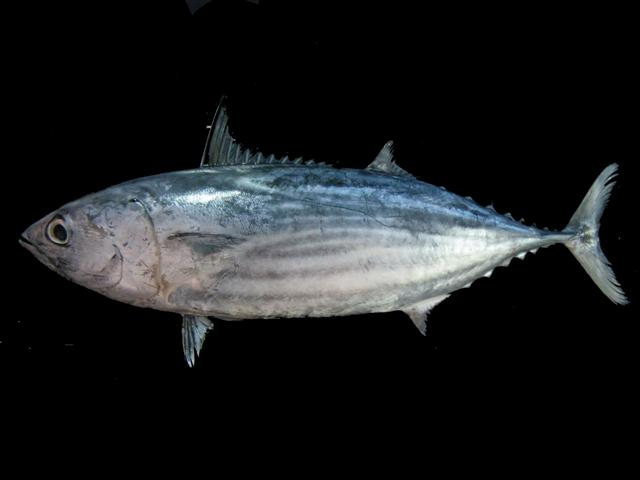
Katsuwonus pelamis (Scombridae)
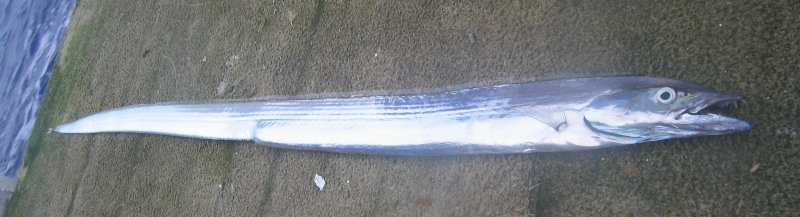
Assurger anzac (Trichiuridae)

## Systématique
Scombroidei a pour synonyme :
- Icosteoidei (synonyme « non accepté » et fusionné avec Scombroidei)[4].